# 拉库尔布
拉库尔布（法語：La Courbe，法語發音：[la kuʁb] ⓘ）是法国奥恩省的一个旧市镇，位于该省中部，属于阿让唐区。2016年1月1日，拉库尔布和相邻的另外5个市镇合并为新市镇埃库谢莱瓦莱（Écouché-les-Vallées）。

## 地理
拉库尔布（48°44'42"N, 0°11'24"W）面积5.05 平方千米，位于法国诺曼底大区奧恩省，该省份为法国西北部内陆省份，北起顺时针与卡爾瓦多斯省、厄尔省、厄尔-卢瓦省、萨尔特省、马耶讷省和芒什省接壤。
与拉库尔布接壤的市镇（或旧市镇、城区）包括：巴蒂伊、日耶勒-库尔泰耶、梅尼勒让、蒙加鲁。

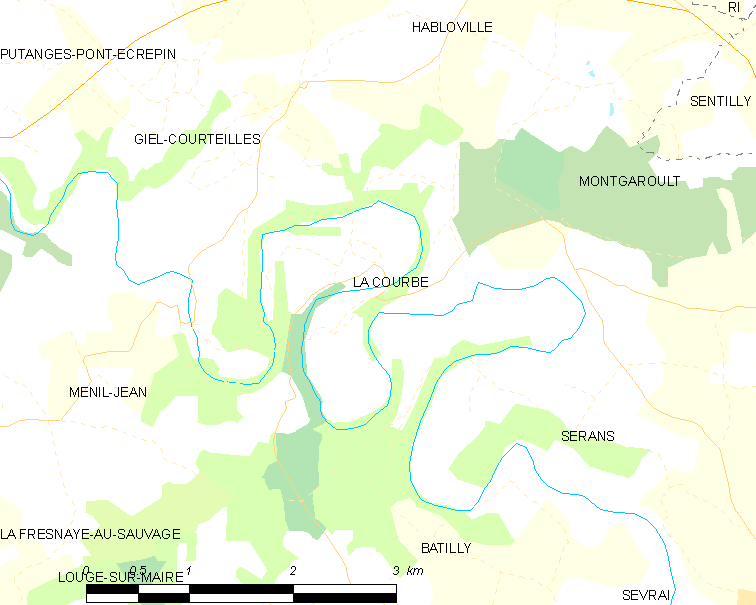
拉库尔布的OSM定位图

拉库尔布的时区为UTC+01:00、UTC+02:00（夏令时）。

## 行政
拉库尔布的邮政编码为61150，INSEE市镇编码为61127。

## 政治
拉库尔布所属的省级选区为马尼勒代塞尔县。

## 人口

1962-2008年间拉库尔布人口变化图示

拉库尔布于2018年1月1日时的人口数量为62人。